# Margot Höpfner
Margot Höpfner (* 30. Januar 1912 in Berlin; † 23. August 2000 in Bad Bevensen) war eine deutsche Tänzerin, Schauspielerin, Regisseurin und Schauspiellehrerin.

## Leben
Margot Höpfner absolvierte gemeinsam mit ihrer Schwester Hedi Höpfner eine Tanzausbildung an der Städtischen Oper Berlin in der Bismarckstraße und debütierte bereits mit vier Jahren gemeinsam mit ihr an der Seite von Paul Hartmann im Stummfilm Kindertränen, des Weiteren als Tochter an der Seite von Maria Solvey in Peer Gynt und in mehreren Inszenierungen auf Berliner Märchenbühnen. Neben der Opernschule erhielten Hedi und Margot Schauspielunterricht bei Carl Winter und Robert Müller (genannt „Nasenmüller“; Staatsschauspiel Berlin), Gesangsunterricht bei Fredl Strauß und die pädagogische Ausbildung bei Niedecken-Gebhardt. Sie besuchten die Tanzschulen von Victor Gsovsky (Ballett), Trümpy-Skoronel (modern), Morrow (Flamenco) und Raden Mas-Jodjana (indische Tanzlehre).
1928 erhielten die Geschwister Höpfner einen Nachwuchspreis für ihre Auftritte im Kabarett der Komiker. Margots großer Durchbruch gelang 1932 mit der Rolle der Spanischen Prinzessin in Gustaf Gründgens’ Inszenierung des Stücks Banditen von Jacques Offenbach. Obwohl Margot Höpfner hauptsächlich Theater spielte, wirkte sie in den 1930er- und 1940er-Jahren auch in mehreren Ufa-Produktionen mit, vornehmlich in Tanzrollen, darunter auch in dem Hans-Albers-Film Münchhausen. Jedoch fielen unter anderem die Szenen mit ihr nach der Premiere der Zensur zum Opfer. Auf Hans Albers’ Wunsch entstand einer der ersten Farbfilme des Deutschen Reiches mit dem Titel Der Bunte Reigen, in dem Georg Jacoby die Regie führte. Es handelte sich um einen knapp zehnminütigen Vorfilm aus drei Tanzszenen, in dem der Kaiserwalzer das Prunkstück bildete. Die jungen Schwestern mussten entgegen ihren Vorstellungen ein regimetreues Repertoire umsetzen. Eine weitere Tatsache war, dass beide an zweiter Stelle nach Leni Riefenstahl zu den Künstlern gehörten, die auf der Liste des Reichspropagandaministeriums aufgeführt waren. Dies geschah vielmehr auf den Wunsch Adolf Hitlers als auf Joseph Goebbels’, dem die Geschwister Höpfner zum ersten Mal im November 1935 auf der Pfaueninsel anlässlich eines Künstlerfestes begegnet waren. Die Auflistung bedeutete, dass die Schwestern pausenlos beschäftigt werden mussten. Das nunmehr eher leicht unterhaltsame Programm, das nicht die gesamte Palette ihres Könnens unter Beweis stellen konnte und zeitgemäß zugeschnitten war, führte dazu, dass einer ihrer besten Freunde, der Kabarettist Werner Finck, ihnen den Titel „Reichshupfdohlen“ gab. Dieses Image wurden sie hiernach nie los. Margot Höpfner gelang es in dieser Zeit, ihre Ehe mit einem Münchener Orthopäden, aus der ein Kind (* 1944) hervorging, zu verheimlichen. Dies spiegelt sich darin wider, dass sie im Geburtsjahr ihres Sprösslings von Hitler eine Ehrung mit der Anrede „Für Fräulein Margot Höpfner“ erhielt.
Noch vor Ende des Krieges zogen die Schwestern ins süddeutsche Gaitau. Nachdem sie 1947 wieder ihre Lizenz erhielten, tourten sie mit Tanzabenden durch ganz Europa und gastierten als Schauspielerinnen auf mehreren Bühnen. Hamburg wurde ihre Wahlheimat, in der Margot ihren zweiten Ehemann, den Zahnarzt Dr. Axel Westphal, kennenlernte. Mit der Kollegin Eva Fiebig begann sie Mitte der 1950er-Jahre an den Hamburger Kammerspielen Tanz und Schauspiel zu unterrichten. Somit wurde der Grundstein für ihre spätere Tätigkeit als Pädagogin gelegt.

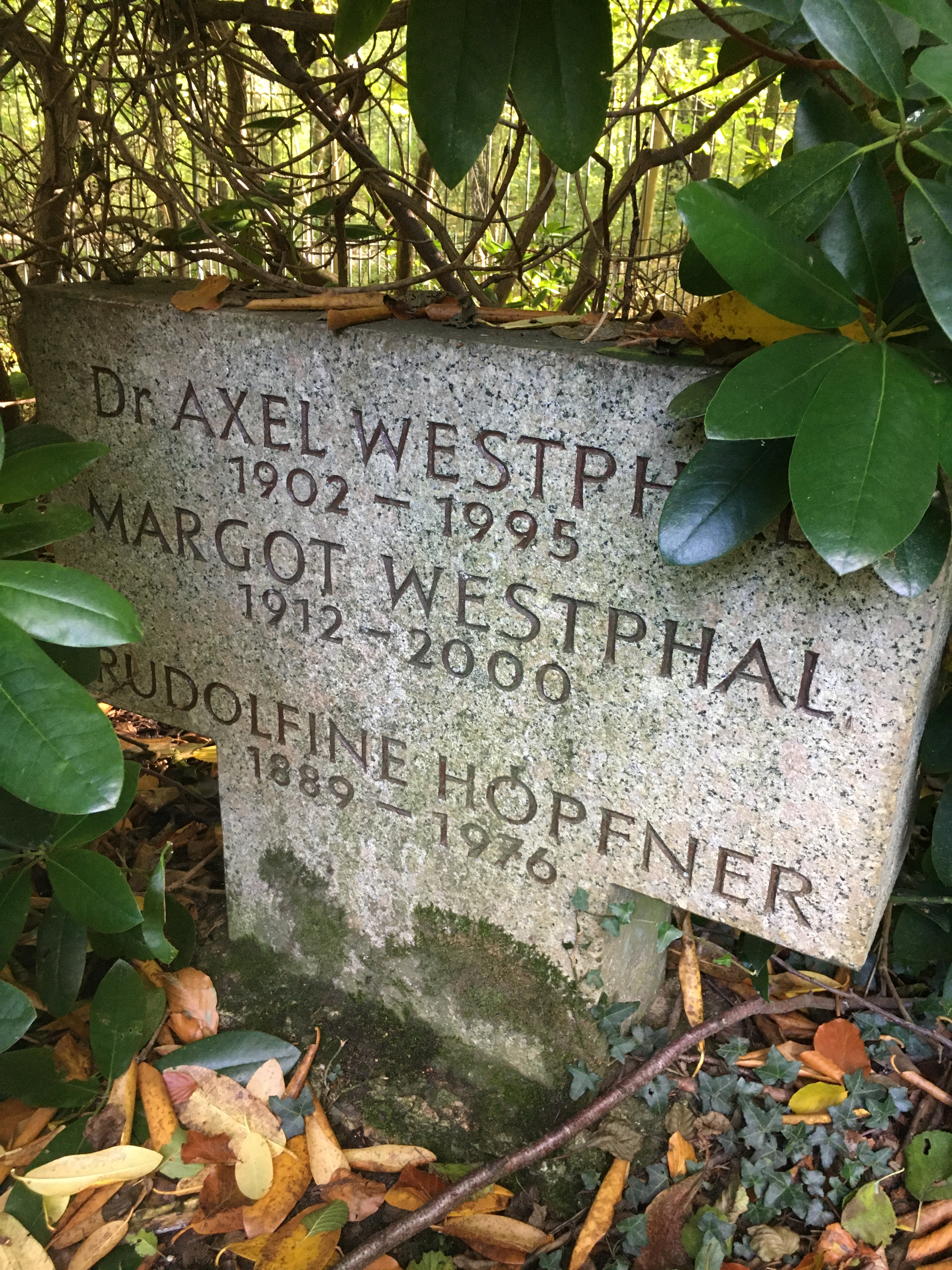
Grabstein Margot Höpfner (Westphal) auf dem Friedhof Ohlsdorf

Ende der 1950er-Jahre beendete Margot Höpfner die Zusammenarbeit mit ihrer Schwester aus privaten Gründen und eröffnete in Hamburg eine Schauspielschule, in der sie u. a. auch die Kunst der Pantomime unterrichtete, nachdem sie bei Marcel Marceau Lektionen erhalten hatte. Als Gründgens die Intendanz des Deutschen Schauspielhauses übernommen hatte, bat er Margot als Co-Regisseurin zu sich. Es folgte eine erfolgreiche Zusammenarbeit. Margot schöpfte mehr und mehr aus ihrer Erfahrung, und ihr Leitsatz „Dem Nachwuchs eine Chance“ wurde für 40 Jahre der wichtigste Inhalt ihres Lebens. Im Jahre 1986 inszenierte sie in Remscheid mit großem Erfolg Peter Shaffers Theaterstück Amadeus, das in drei Spielzeiten aufgenommen wurde. Zu ihren bekanntesten Schülern zählen u. a. die Sängerin Alexandra (Doris Nefedov), die Bestsellerautorin und Schauspielerin Peggy Parnass, der Schauspieler Wilfried Baasner (Das Erbe der Guldenburgs), der Sänger Jonny Hill, die Schauspieler Dirk Mierau und Andreas Brucker, die Fernsehansagerin Heidrun von Goessel, die NDR3-Fernsehmoderatorin Susanne Reimann, sowie Jan Fedder, Axel Olsson, Jens-Werner Fritsch, Schauspielerin Angélique Duvier, Gino D’oro, Angelika Milster und der Schauspieler und Synchronsprecher Marc Degener.
Ihre Grabstätte befindet sich auf dem Friedhof Ohlsdorf. Hier ruht sie südöstlich von Kapelle 10 im Planquadrat H 33.

## Filmografie
- 1934: Die Czardasfürstin
- 1935: Mach’ mich glücklich
- 1935: Kirschen in Nachbars Garten
- 1936: Savoy-Hotel 217
- 1936: Blonder Mann über’n Weg
- 1936: Flitterwochen
- 1936: Vier Mädel und ein Mann
- 1937: Truxa
- 1937: Husaren, heraus
- 1938: Es leuchten die Sterne
- 1398: Capriccio
- 1938: Der Trichter
- 1942: Fronttheater
- 1943: Der Bunte Reigen
- 1959: Remember Paris
- in diversen Ufa-Kurztonfilmen, u. a. in Alessandro Ziliani singt (1930er)